# Anja Weisgerber
Anja Weisgerber é uma política alemã, filiada à União Social-Cristã e ao Grupo do Partido Popular Europeu. Nasceu em 11 de março de 1976, em Schweinfurt, Alemanha. Atualmente faz parte do Parlamento Alemão, e entre 2009 e 2013 fez parte do Parlamento Europeu. Tem um doutorado em lei e estudou nas universidades de Würzburg e Lausanne.